# Call of Duty: Ghosts
Call of Duty: Ghosts är ett skjutspel inom Call of Duty-spelserien, utvecklat av Infinity Ward och ges ut av Activision. Det är det tionde spelet i serien. Spelet släpptes till Microsoft Windows, Wii U, Playstation 3 och Xbox 360 den 5 november 2013. Det är första spelet i serien som släpptes till de nya spelkonsolerna Xbox One och Playstation 4..

## Handling
Spelets protagonister är Ghosts, ett amerikanskt specialförband som består av soldater utbildade för att utföra uppdrag i fiendens områden. Enheten leds av pensionerade amerikanske kaptenen Elias Walker (Stephen Lang). Han får sällskap av sönerna Logan och David "Hesh" Walker och deras schäferhund Riley som är tränad för strider. 
Call of Duty: Ghosts utspelas i en tid då kärnvapen har förstört Mellanöstern. De oljeproducerade länderna i Sydamerika bildar en Federation för att påverka den ekonomiska krisen och bli en växande stormakt som snabbt invaderar och erövrar Centralamerika och Västindien. Spelets antagonist är Gabriel Rorke, en före detta medlem i Ghosts som blivit tillfångatagen och hjärntvättad med hjälp av tortyr och hallucinogen som nu jobbar för Federationen.
Spelet inleds när Elias berättar för sina två söner Logan och David "Hesh" hur legenden om Ghosts kom till. Samtidigt kapar rymdstationen Orbital Defense Initiative (ODIN), som kontrolleras av Federationen, ett supervapen som skjuter projektiler och avfyras mot många städer i sydvästra USA. De överlevande amerikanska astronauterna offrar sig själva genom att förstöra rymdstationen och hindra andra ODIN-satelliter att avfyras. Elias med unge Logan och David flyr undan av förstörelsen av San Diego.

## Röstskådespelare
- Stephen Lang - Kapten Elias Walker
- Brandon Routh - David "Hesh" Walker
- Jeffrey Pierce -  Kapten Thomas A. Merrick
- Brian Bloom - Sergeant Keegan P. Russ
- Kevin Gage - Gabriel Rorke

Olika röstroller
- Kimberly Brooks
- R. Lee Ermey

## Multiplayer
Spelet har samma spelarläge som sina föregångare, men några nya har lagts till. Nytt är att man kan spela som kvinnliga soldater under striderna, vissa kartor kan också förstöras och förändras om man använder spelets killstreak-belöning KEM Strike, man måste komma upp till 25 streak för att kunna göra det.
Det finns olika multiplayer maps som kostar och som ingår i spelet.

### Squads
Sqauds är en funktion där spelaren kan skapa en egen trupp där man kan bestämma vapensystem, perks, killstreak och soldaternas utseende och tävla mot en spelares trupp online.

### Extinction
Extinction (engelska för utrotning) är en landbaserad spelarläge där upp till fyra spelare kämpar i strider mot utomjordingar, man har som mål att förstöra utomjordingarnas ägg, varje gång man placerar en maskin vid ägg attackeras spelarna och måste försvara sig och maskinen. Det finns även vapen och fällor som spelaren kan hitta i nivån. Det finns fem nivåer i spelarläget, det första "Point of Contact" som medföljer spelet, det andra "Nightfall" som är med i tillägget Onslaught och "Mayday" som är med i tillägget Devastation. Sedan följer "Awakening" som är med i tillägget Invasion och slutligen "Exodus" som ingår i Nemesis tillägget. Spelarläget har likheter med spelarläget Zombies.

## Mottagande
Call of Duty: Ghosts mottogs av blandade recensioner från kritiker och Xbox 360-versionen har ett snittbetyg på 78 på Metacritic.